# Mercedes-Benz 190 SL
Mercedes-Benz 190 SL – sportowy samochód osobowy produkowany przez niemiecką firmę Mercedes-Benz w latach 1955–1963. Dostępny jako 2-drzwiowy roadster/coupé. Konstrukcja oparta była na skróconej płycie podłogowej sedana W121, nazwano ją W121 BII. Do napędu użyto silnika R4 o pojemności 1,9 litra. Moc przenoszona była na oś tylną poprzez 4-biegową manualną skrzynię biegów. Wyprodukowano 25881 egzemplarzy modelu.
Na rynku amerykańskim kosztował w 1956 roku ok. 4000 dolarów

## Dane techniczne

### Silnik
- R4 1,9 l (1897 cm³), 2 zawory na cylinder, SOHC
- Układ zasilania: dwa gaźniki Solex 44 PHH
- Średnica cylindra × skok tłoka: 85,00 mm × 83,58 mm
- Stopień sprężania: 8,8:1
- Moc maksymalna: 105 KM (78 kW) przy 5800 obr./min
- Maksymalny moment obrotowy: 155 N•m przy 3800 obr./min

### Osiągi
- Przyspieszenie 0-100 km/h: 13,3 s
- Czas przejazdu pierwszych 400 m: 17,8 s
- Prędkość maksymalna: 172 km/h
- Średnie zużycie paliwa: 12,5 l / 100 km